# Good People (película)
Good People es una película estadounidense del género thriller y drama, dirigida por Henrik Ruben Genz y escrita por Kelly Masterson. Basada en la novela homónima de Marcus Sakey, es protagonizada por James Franco, Kate Hudson, Omar Sy, Tom Wilkinson y Sam Spruell.

## Trama
Tom (James Franco) y Anna (Kate Hudson) son una joven pareja estadounidense que reside en Londres tras la quiebra de Tom en la ciudad de Chicago y recibir como herencia una casona en malas condiciones.  Anna es profesora en una escuela primaria y Tom es un arquitecto que trabaja por cuenta propia en diferentes tipos de construcciones. En un intento fallido de remodelar la casa la pareja contrae una importante deuda hipotecaría. Para poder sobrevivir Tom alquila el sótano de su apartamento a un tal Jack que muere por una sobredosis de heroína. Mientras limpian el sótano y recogen las pertenencias de Jack, Tom encuentra una bolsa de dinero con la cantidad de 200,000 euros, a pesar de los ruegos de Anna por entregarlo a la policía; Tom cree que es un golpe de suerte y que la vida los compensa por ser "buena gente" y esconde el dinero. Lo que no sospecha la pareja es que lo peor está por llegar y que a las buenas personas también les ocurren cosas malas.

## Reparto
- James Franco - Tom Reed
- Kate Hudson - Anna Reed
- Omar Sy - Khan
- Tom Wilkinson - John Halden
- Sam Spruell - Jack Witkowski
- Diarmaid Murtagh - Marshall
- Michael Jibson - Mike Calloway
- Diana Hardcastle - Marie Halden
- Oliver Dimsdale - Superintendent Ray Martin